# Merosargus products
Merosargus products är en tvåvingeart som beskrevs av James 1971. Merosargus products ingår i släktet Merosargus och familjen vapenflugor.
Artens utbredningsområde är Venezuela. Inga underarter finns listade i Catalogue of Life.